# Winter Olympiade
Winter Olympiade ist eine Sportsimulation, in der verschiedene Wintersportarten auf Computern gespielt werden können.

## Gameplay
Nach Auswahl eines Spielmodus (alle Disziplinen, einzelne Disziplinen, Übung), Eingabe eines Namens, Nationalität und Spieleranzahl (1–4) wird die Eröffnungsfeier abgehalten und das Spiel beginnt.
Folgende Sportarten sind verfügbar:
- Abfahrt (nicht auf Atari 8-Bit Computern)
- Biathlon (5 Varianten)
- Bobsport
- Eisschnelllauf
- Slalom
- Skispringen (3 Varianten)

Danach wird der Sieger gekrönt und die Highscore-Tabelle angezeigt. Der Highscore lässt sich abspeichern.

## Rezeption
Winter Olympiade erhielt durchgehend positive Wertungen und wird heute als Klassiker für die Commodore-264-Serie (bestehend aus C16, C116 und Plus/4) angesehen.
- Happy Computer 9/86: 84 % (Grafik 87 %, Sound 68 %)[4]

„Winter Olympiade ist nach unserer Meinung das beste C16-Spiel, das derzeit auf den Markt ist.“